# Altocumulus undulatus

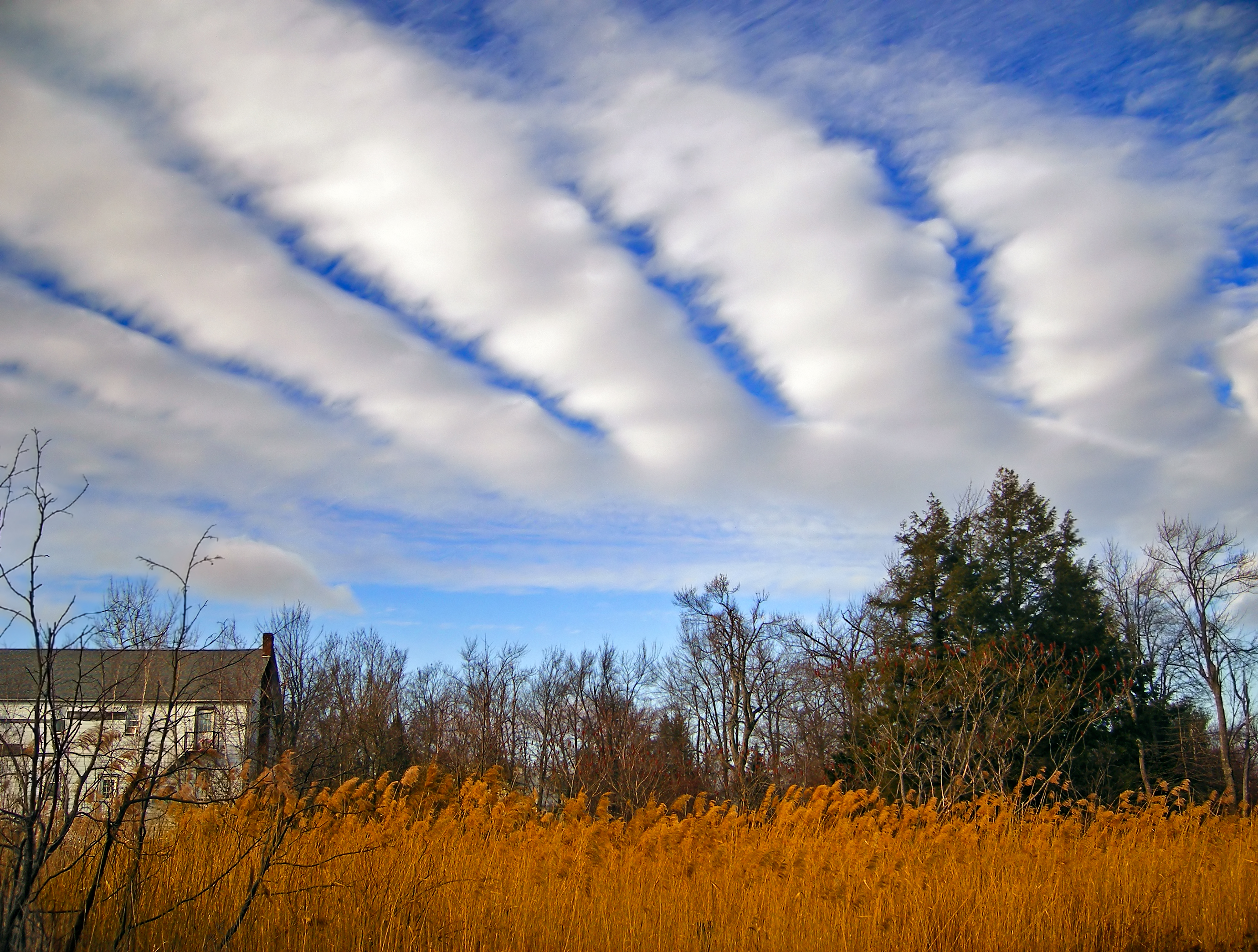
Altocumulus undulatus en Pennsylvanie

Un altocumulus undulatus est une variété d'altocumulus appartenant à l'étage moyen et présentant des ondulations qui peuvent être observées dans une couche nuageuse assez uniforme ou dans des nuages composés d'éléments soudés ou non,,. Parfois, un double système d'ondulations est apparent. 
La formation de ces nuages est dû à une onde de gravité qui forme ces lignes presque parallèles à 90 degrés du vent dominant. La base de ces derniers se trouve dans de l'air stable parce qu'en inversion de température avec la surface. 

## Autres undulatus
Le type undulatus s'applique également aux altostratus, cirrocumulus, cirrostratus, stratocumulus et stratus comportant le même genre d'ondulations.